# エバーグレーズの地形と生態系

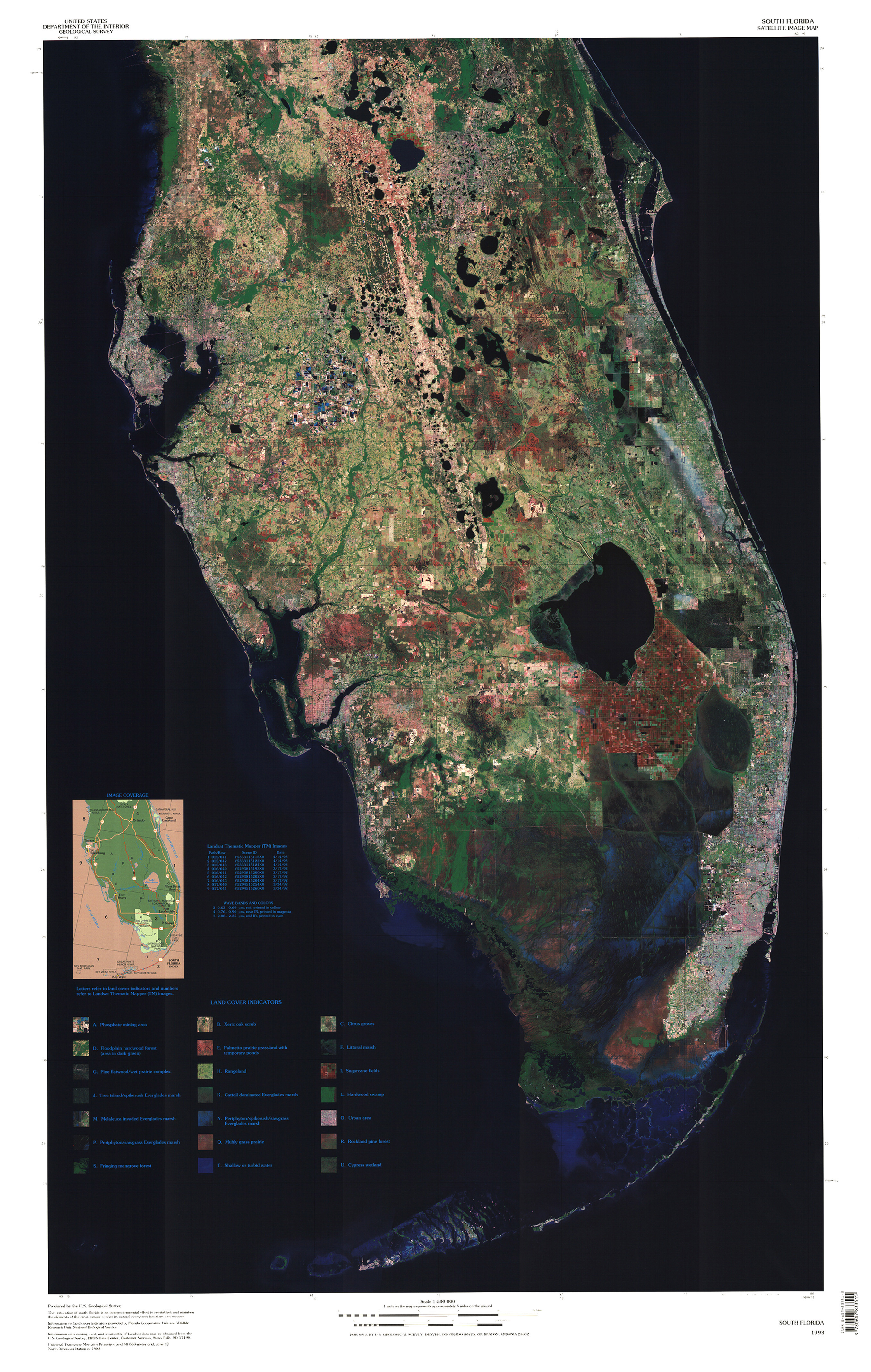
フロリダ半島南部の衛星写真。オキーチョビー湖より南の暗色の部分がエバーグレーズとビッグサイプレス湿地。その大きな内陸湖に接する赤色の部分はエバーグレーズ農業地域。

エバーグレーズの地形と生態系（英: Geography and ecology of the Everglades）は、アメリカ合衆国フロリダ半島の南部にある大湿地帯、エバーグレーズの自然環境に影響する複雑な要素として、その地形と生態系を詳述する。エバーグレーズはその排水を行う以前、4,000平方マイル (10,000 km2) の沼とプレーリーが綯い合わされて、水域が網の目のように広がっていた。エバーグレーズは歴史的にオキーチョビー湖から100マイル (160 km) 南のフロリダ湾まで（フロリダ半島のほぼ3分の1）広がる広大な流域であると同時に、1つの地形的境界の中で相互に結び付けられた多くの生態系である。エバーグレーズと言うときに英語で単数形でも複数形でも適切であるのは、水、土地、気候の特徴ある組み合わせだからである。作家マージョリー・ストーンマン・ダグラスが1947年にこの地域を明確に定義づけたときに、水と植生の組み合わせを説明するために「草の川」という隠喩を用いた。
ソーグラスと沼地はエバーグレーズに永続する地理的象徴であるが、他の生態系も同じぐらい重要であり、それを示す境界はかすかであるか、存在もしない。松林や熱帯性硬木の叢林は沼地のどこにでもあり、泥炭、泥灰土、あるいは水より上数インチの土壌に根を張った樹木は、様々な野生生物の命を支えている。最古で最も高い木は糸杉であり、その根は一時に数か月間水中にあっても成長するために特別に適応している。ビッグサイプレス湿地はその樹齢500年の糸杉で知られているが、糸杉のドームはエバーグレーズの全体で見ることができる。オキーチョビー湖の淡水がフロリダ湾に流れるとき、メキシコ湾からの塩水に出逢う。マングローブ林がこの遷移域で成長し、鳥類、魚類、無脊椎動物に孵化や巣作りの環境を与えている。フロリダ湾の海洋環境は、海藻や水棲生物が常時排出される淡水に惹きつけられるので、エバーグレーズの一部とも考えられる。
このような生態系は環境要因のために常に変化している。西部低森林地、東部低森林地、大西洋岸尾根のような地形的要素が、排水パターンに影響している。地質的要素、気候および頻繁な嵐や野火がエバーグレーズの形成過程に関わって来た。それらはシャーク川流域、ビッグサイプレス湿地、海岸地域、マングローブ林の生態系を維持し、また変遷させることに貢献してきた。生態系は脆くもあり、また回復力もある。水位の微小な変動が多くの植物や動物の種に思いもかけない変化を与えることもあり、変化毎に生態系は循環し、脈動している。

## 生態系の形成過程
エバーグレーズは形成されてから僅か5,000年ほどであり、地質学の基準でいけば若い地域である。その生態系は3つの要素が相互に干渉した結果として常に流動的である。3つの要素とは、そのときある水の種類と量、地域の地質、および野火の頻度と程度である。

### 水
水はエバーグレーズにおける代表的な要素であり、それが南フロリダの土地、植生、動物の命を形成している。南フロリダの気候はかつて砂漠気候あるいはステップ気候であり、雨季の間に入っていた。1万年ないし2万年前、海面が上昇し、フロリダ半島の一部は水没して、地下水面を上昇させていた。淡水が石灰岩に浸透し、それを浸食して泉とシンクホール（陥没穴）を形成した。淡水が豊富にあることで、新しい植生が根付き、また蒸発によって雷雨を形成した。石灰岩は弱い酸性雨によって溶解した。石灰岩が溶けてしまうと地下水が表面に触れるようになり、大量の湿地生態系を作った。この地域は平坦であるが、ある地域で石灰岩が浸食された結果、小さな谷と台地を形成した。標高差数インチで水の流れに影響しただけでなく、植生の種類にも影響した。
エバーグレーズは特異である。世界の他の湿地で、主に大気から栄養を得ているものはない。1882年にエバーグレーズから排水する試みが初めて行われる前に、全流域はオーランドからフロリダ湾まで広がり、キシミー川、オキーチョビー湖、エバーグレーズ流域で構成されていた。キシミー川は海抜18フィート (5.5 m) にあるオキーチョビー湖に流れ入っている。エバーグレーズには季節が2つしかない。すなわち5月から11月の雨季と12月から4月の乾季である。年間平均降水量は約62インチ (1,600 mm) であるが、降水量が年によって変化するのはよくあることである。旱魃、洪水、熱帯性の暴風が頻繁に起こっている。雨季にオキーチョビー湖の貯水能力を超えると、緩りと南側の縁を超え、100マイル (160 km) 南のフロリダ湾まで流れる。その勾配は僅かであり、流速は1分間2フィート (0.61 m/m) である。この川ではソーグラスが繁茂して清水の湿地や沼地を支配し、地域の大きな特徴となっている。
熱帯低気圧やハリケーンという形態の厳しい気象もエバーグレーズの構造に影響している。1871年から2003年、合計40個の熱帯低気圧がエバーグレーズを襲っており、3年に1回の比率となる。これらの嵐で海岸線を変え、三角江の植生を枯らして洗い流し、木の弱っている枝を折り、植物のタネ、花粉、草本を撒き散らす。1960年に襲ってきたハリケーン・ドナは、120平方マイル (310 km2) あったマングローブ林の根の上に泥灰土を堆積して木に酸素が行かないようにすることで、大きな影響を与えた。このときはかつてマングローブ林で繁茂していたオーキッド、パイナップル、その他着生植物も絶滅させた。それらの植生が戻って来るには1世紀以上かかるかもしれない。ドナは、アメリカスズカケノキ、塩性植物、アッケシソウを大きく広がらせ、また着生植物は新しい地域で育つようにもした。その永続する効果が見られていたが、1992年のハリケーン・アンドリューもマングローブ林を破壊し、スラッシュ・パインを半数にした。しかし、急速に再生が起き、高潮で堆積された砂がアメリカワニやウミガメの巣作り環境を改善した。

### 地質
広大な湿地は南フロリダの地下に岩盤があることでのみ形成されうる。エバーグレーズの下の基盤は2,500万年から200万年前にフロリダ半島が浅い海底にあったときに形成された。この半島はその最初期の岩層形成から少なくとも7回は海水に覆われていた。エバーグレーズの基盤を構成する岩は、海水で圧縮された炭酸カルシウムの層として造られ、石灰岩となった。外肛動物や小さな貝類あるいはウーイド ("ooid") を化石に含み、石灰岩を多孔質にしている。水が岩の間に蓄えられ、時には1年以上にわたることもある。エバーグレーズの地域が水に覆われている期間は「水力期間」（hydroperiod）と呼ばれ、特定の土壌や植生が存在する場所を決めている。
3，4か月という短い水力期間は、付着生物の成長を促進する。これは藻類など微視的有機物であり、炭酸カルシウムの結晶で覆われている。付着生物は泥灰土、すなわちカルシウムの泥の基本的構成要素である。9か月より長い水力期間のある地域では、多くの世代にわたって腐った植物死骸のために、数百年あるいは数千年にわたって泥炭が積み上がっている。泥炭と泥灰土は栄養分の少ない土壌であり、この地域の水力期間の長さに応じて固有の植生の成長を生むことになる。
エバーグレーズの地層には5種類の泥炭がある。それぞれの種の泥炭が、ソーグラス、樹木の島、あるいはカスタードアップルなど特定の植生の種によるものである。泥炭の形成は、水が酸素を遮ったまま急速な植物の分解を行ったことによると見られる。一旦泥炭が形成されて表面に達すると、酸素が微生物と反応して沈降と呼ばれる過程で急速に泥炭を腐らせる。オキーチョビー湖の近傍で最初に農業開発を行った試みは成功したが、泥炭に含まれる栄養分は乾燥によって急速に衰え、土壌中のバクテリアによって分解された。乾燥した泥炭は燃えてしまうか、微生物によって二酸化炭素と水に質を落とす。初期の農園の近くに建てられた家屋は、その基礎が腐った泥炭の上に載っていたので、支柱の上に立て直す必要があった。他の地域では土壌の表土が約8フィート (2.4 m) も失われた。1880年代から2005年の間で、推計34億トンのエバーグレーズの土壌が酸化によって失われた。この損失の大半はエバーグレーズ農業地域で起こっており、エバーグレーズ国立公園内ではほとんど減っていない。

### 野火

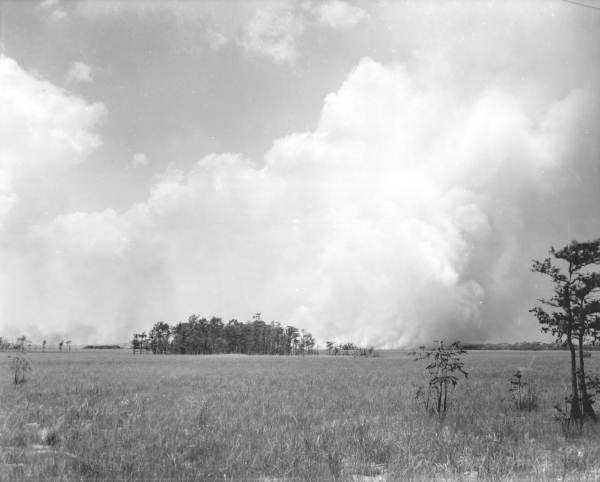
ターナー川の糸杉ドーム近くでの火災、1920年代初期

野火はエバーグレーズを維持する上でもう一つの重要な要素である。出火原因の大半は雨季の雷雨のときの落雷によるものである。その影響はほとんど表面的であり、新たな植物の成長を促すことになる。ソーグラスは水面より上で燃えるが、根は残っている。ソーグラス湿地の火災は大きな叢林や樹木を外しており、分解の場合よりも効率的に植物が枯れて栄養分を放出することになる。大きな地域が焼けると水流にも影響する。風や水が倒れたソーグラスによって妨げられなくなるからである。焼けたばかりの地域では水流が2，3倍も速くなることがある。雨季には植物の死骸が焼け、生きていても先端のみが焼ける。しかし、野火の影響は乾季こそ重大である。火は有機の泥炭で大きくなり、深く燃える可能性があり、植物の根まで絶やすことになる。エバーグレーズの野火が広がるのを唯一妨げる手段は水の存在である。泥炭が1フィート (30 cm) できるまでに約225年掛かるが、エバーグレーズが5,000年存在しているとすれば、泥炭はそれほど密になっていない。科学者はその理由が野火だとしている。
研究者は、野火が水力期間に関わるサイクルで現れると言っている。最初の周期は毎年の雨季の野火であり、夏の間に度々発生するが、直ぐに消火される。乾季は落雷が少ないので発火が稀なことになるが、ひとたび起これば火が広がる。10年から14年の周期にわたる長期の野火サイクルは、地球的な気候条件によって影響される水のサイクルに一致する。このサイクルで起きる野火は数が多くてもほとんど影響がないか、稀だけれども破壊的なものになるかである。3番目のサイクルは500年周期であり、深刻な干ばつに関わっている。エバーグレーズの一部では泥炭の中に木炭層が見つかっており、これは一時に数年間激しい火に曝されたことを示している。ただし最後に起きたのは西暦940年頃なので、これは効果が薄いように見られる。

## 生態系の特徴

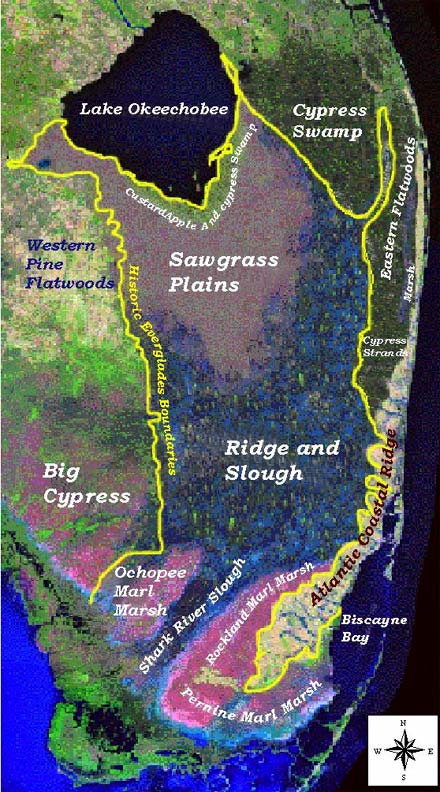
人の手が入る前のエバーグレーズの諸地域、出典: アメリカ地質測量所

エバーグレーズは水中のソーグラスが圧倒的に多い。作家マージョリー・ストーンマン・ダグラスが1947年に一般に広めた「草の川」の由来である。この「川」には非常に多様な植物や動物が生息している。アメリカでも初期の環境保護主義者ギフォード・ピンショーは、エバーグレーズについて、「あまりに特徴ある地域なのでアメリカ合衆国に属していると見えないほどである。陸地、空中、水中には大変活発で大変興味深い生命で満ちている。我々が良く知っている共通のものとは異なる奇妙で別物の世界である」と述べている。
ソーグラスはプレーリーや川岸で育つ。それはオキーチョビー湖からフロリダ湾まで長さ100マイル (160 km)、幅60マイル (97 km) の浅い川の水路の間にある。著作家によってはソーグラスと水の組み合わせを「真のエバーグレーズ」あるいはずばり「グレーズ」（低湿地）と呼ぶ者もいる。1905年にエバーグレーズの排水の試みが初めて行われる以前、オキーチョビー湖に始まる「シートフロー」すなわち幅広く浅い川が、フロリダ半島の南3分の1近くを占めていた。ソーグラスはエバーグレーズの主役のままであるが、その湿地やプレーリーに他の生態系も散りばめられ、その境界は識別できない場合がある。

### ソーグラスの湿地
エバーグレーズの沼地の大半はヒトモトススキ属と呼ばれるカヤツリグサ科、一般的な呼び方ではソーグラスが支配的である。このスゲは3次元の"V"字型茎に上を向いた歯が付いている。ソーグラスは緩り動いている水の中で成長するが、酸素が根まで届かない時は死ぬ。野火の直後の洪水には特に脆弱である。ソーグラスの中には高さ6フィート (1.8 m) になるものもあり、オキーチョビー湖のすぐ南では10フィート (3.0 m) にもなる。泥炭が豊富にはないさらに南では、通常断片的に4フィート (1.2 m) になり、北部のプレーリーとは対照的である。湿地の水力期間は通常9か月だが、長続きすることもある。短い場合は泥灰土が泥炭に変わって形成される。
ソーグラスが密に生育する所では、他の動物や植物はあまり増えないが、アリゲーターはこのような場所を巣作りに選ぶことが多い。大きな余裕のあるところでは付着生物が成長し、マットになったり、褐色のソーセージの形をした塊のように見える。付着生物は圧倒的に藻類であるが100種以上の微生物がその創生に貢献している。昆虫の幼虫や両生類が付着生物に助けられている。それらが鳥、魚、爬虫類の餌となる。付着生物は水からカルシウムを吸収し、ソーグラスが根を張っている所で泥灰土を作り出してもいる。

### 淡水沼地
沼地はソーグラスの湿地の間にある自由流水の水路である。沼地はソーグラスの湿地より水深が深く約3フォート (0.91 m) あり、1年のうち少なくとも11か月間は水を湛えている。ただし続けて数年間そのままということはないかもしれない。ソーグラスを支える泥炭の床は少し上に上がり、急に草の尾根を作り出すことがある。これら生態系の間の境界は「尾根と沼地」の景観と呼ばれる。沼地に住む亀のような水棲動物、若いアリゲーター、蛇、魚類は、フロリダ・スクミリンゴガイのような水生の無脊椎動物を餌にしている。ここで生育する植物は、タヌキモ属、スイレン科、あるいはコウホネのように水中にあるか浮遊している。エバーグレーズにある主要な沼地はフロリダ湾に排水するシャーク川沼地、ビッグサイプレス湿地に隣接するロストマンズ沼地、エバーグレーズ東部のテイラー沼地がある。

### 湿地プレーリー

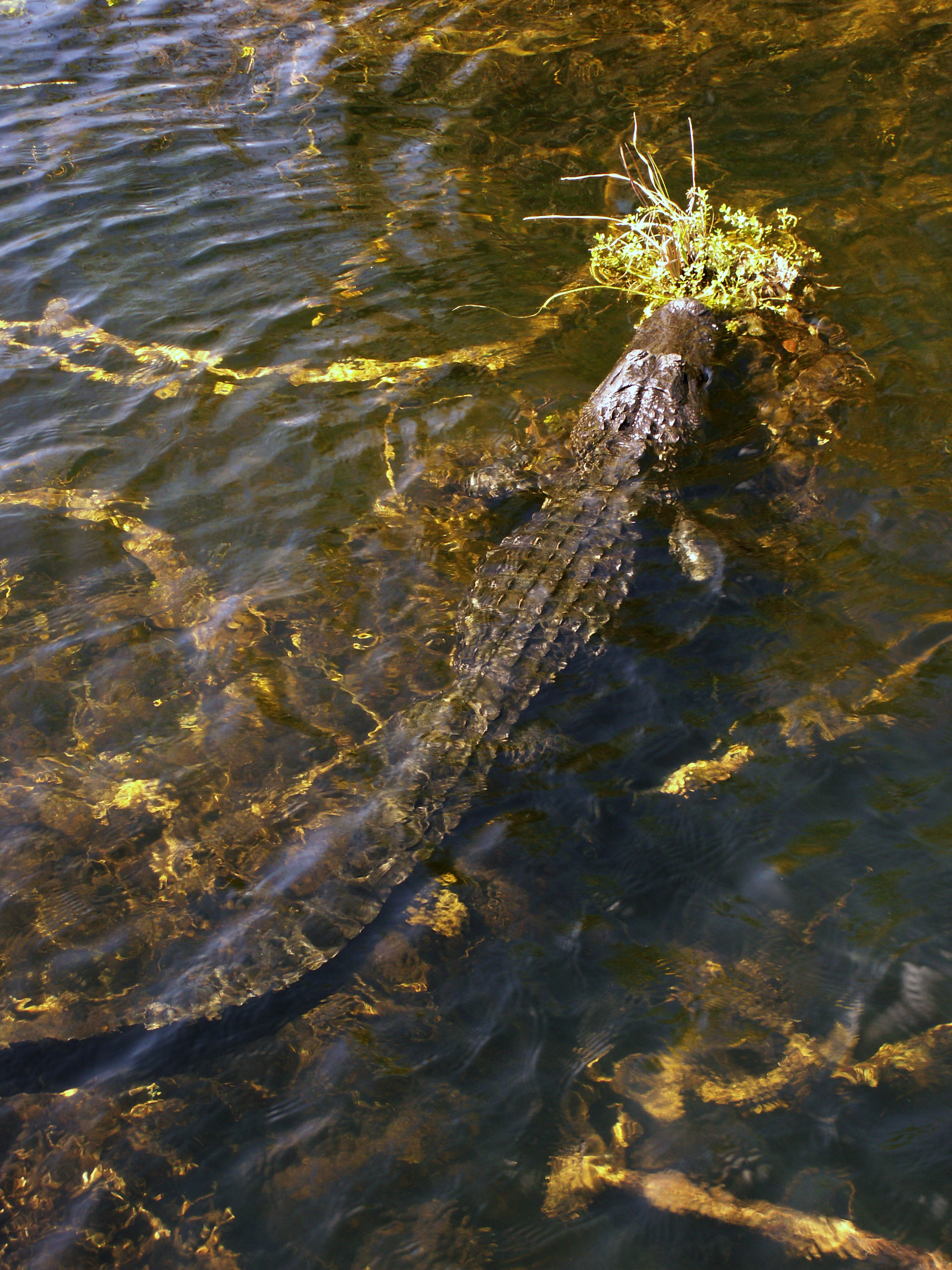
エバーグレーズの付着生物のある岸に出てきたアリゲーター

エバーグレーズでは2種類の湿地プレーリーが繁茂している。すなわち泥灰土地域と淡水湿地地域である。湿地プレーリーはソーグラス湿地と同様幾らか高さが高いが、植物は多様性に富んでいる。泥灰土プレーリーは、泥灰土が石灰岩を覆い、尖塔のように突き出すか、浸食されて「溶出穴」になっている所にある。同じ過程で形成された沈降はシンクホールを生む。しかし溶出穴は地下水面に合わない。それは雨水で満たされる。その表面は1年のうち3か月から7か月覆われているだけであるが、通常水はちょうど4インチ (10 cm) の深さしかない。泥灰土は石灰岩に軽く付いた付着生物の層で創出され、乾燥したときは灰色か白の脆い泥を形成する。泥灰が水で覆われると様々な水生植物が生育し、樹齢数百年、高さは10フィート (3.0 m) を超えない小型糸杉が育つこともある。溶出穴は、プレーリーが乾燥している時でも、水で満たされていることがあり、ザリガニやカタツムリのような水生無脊椎動物、また両生類の幼虫などが生息し、それが若い水鳥の餌になる。土壌の大半が泥炭である場合、淡水湿地地域が存在する。その水力期間は泥灰土プレーリーより長いが、植物の多様性は小さい。これらの地域は沼地とソーグラス湿地の境界にある傾向にある。
アリゲーターは湿地プレーリーで特有の生態系を作り出す。彼らはその爪と口吻で浅い穴を掘り、植生の無い池を作り出し、それが乾季の間も浸水したままとなる。アリゲーターの穴は、旱魃が長引いたときも、水棲無脊椎動物、亀、魚類、小型哺乳類、鳥類が生き残るために必要になる。アリゲーターはその穴を訪れる動物を餌にする。

### 熱帯性硬木叢林

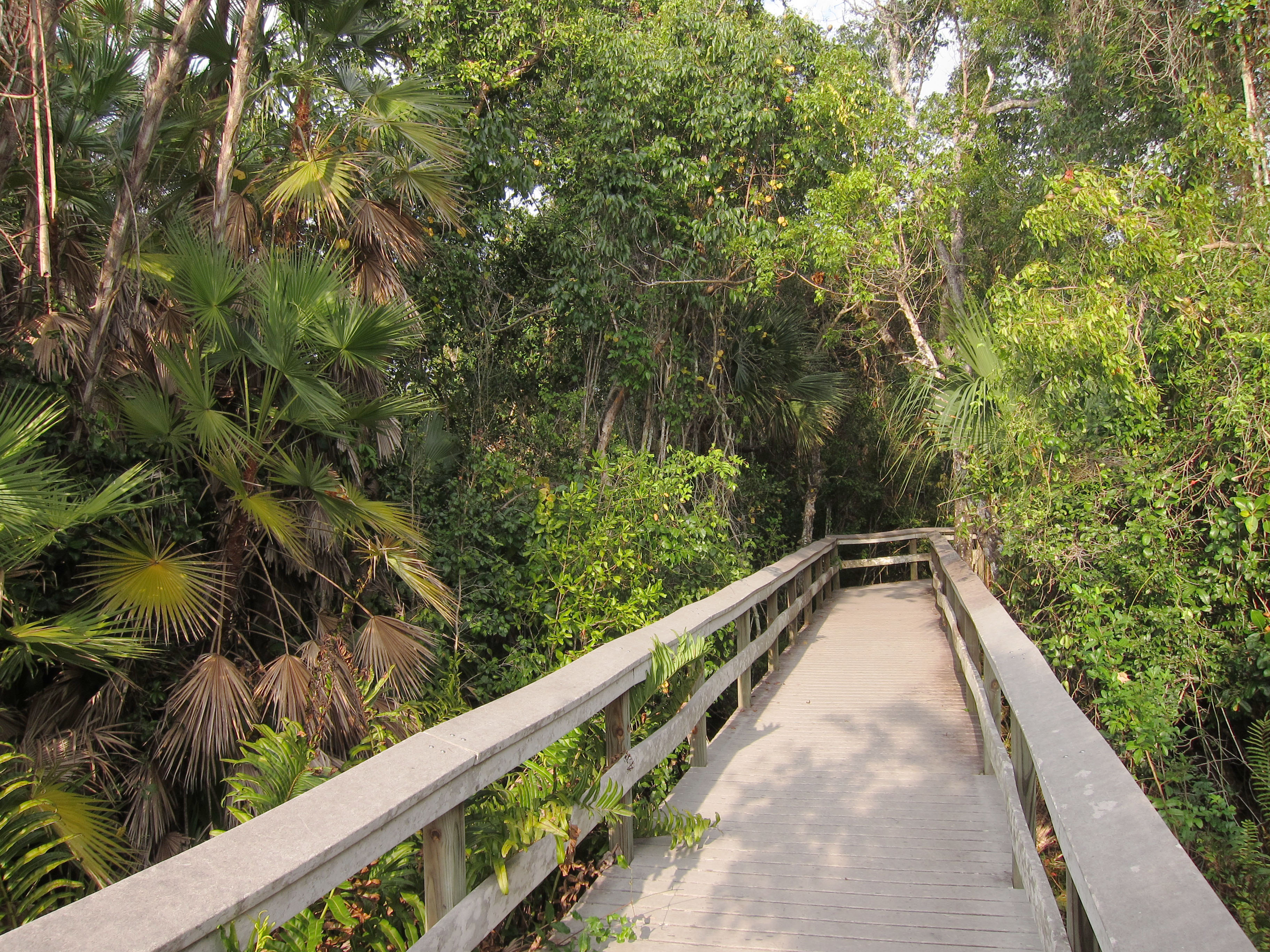
熱帯性硬木叢林の中で、植物は密度が濃く、多様である

樹木の島には温帯性あるいは熱帯性の樹木が密生し、熱帯性硬木叢林と呼ばれる。淡水沼地の水面、ソーグラスのプレーリーあるいは松林より1フィートないし3フィート (0.30 - 0.91 m) 高くなる。これらの島は、エバーグレーズの気候を熱帯あるいは亜熱帯として特徴付けしてしまうことの難しさを表している。エバーグレーズ北部の叢林は温帯性の植物種が多いが、フロリダ湾に近づくと熱帯性の樹木と小さな藪が増えて来る。西インド・マホガニーは恐らく、西インド諸島から鳥が種をもたらして広まったと考えられる。
これら叢林は幾らか高い地域を形成し、深い泥炭の野火の被害を受けず、あるいは周辺の泥炭より数インチ高い石灰岩の台地を形成する。硬木叢林は亜熱帯の樹木と硬木の混成であり、大変密度高く成長する。例えばミナミライブオーク、ガンボリンボ、ロイヤルパーム、ウィロウ・バスティックが生育している。叢林の基礎近くでは、葉の鋭いノコギリヤシが繁茂し、通過するのを大変難しくしている。沼地の水は島の周りを流れて堀を作る。野火で維持され成長する生態系もあるが、叢林は回復すまでに数十年あるいは数世紀も掛かる。それ故に、堀は保護のために必須である。樹木の島は大きさに大小があるが、大半は1エーカーから10エーカー (0.40 - 4.05 ha) である。その周りを緩り流れる水が大きさを規定し、上から見ると涙の滴形を作っている。樹木の高さは、霜、落雷、風などの要素で制限される。叢林にある樹木の大半は55フィート (17 m) より高くはならない。
フロリダ・ストラングラー・イチジクが叢林では多く、キャベツヤシの球に根付いているのを特に容易に見られる。地面に根を付けた後は親木の周りに複雑な形を作り上げ、光と栄養分を奪い、最終的に親木に置き換わる。甲虫、蟻、クモ、マイマイなど様々な無脊椎動物が食物連鎖の下位にあり、蛙、フクロウなどの猛禽類、蛇、齧歯動物、ボブキャット、アライグマが上位にある。エバーグレーズにはマイマイだけでも50種以上あり、1つの島に固有の色使いや形状はある叢林で孤立している結果かもしれない。
エバーグレーズの熱帯性硬木叢林は、特に西インド・マホガニーや黒鉄樹を求める造船業者によって材木として伐採されてきた。これら樹木の中で最大かつ最も成熟したものは18世紀に伐採された。セミノール族インディアンは19世紀から20世紀に、叢林の中で集落を作り、6つほどの東屋群で生活する。中央の東屋は料理用、その他の東屋は食事用となる。丸木舟、調理器具、蒸留器、ミシンが遠隔の地に今でも見られる。

#### ベイヘッドとウィロウヘッド
幾つかの叢林はそこにある水の量と土壌の種に関連して成長する植生が支配的になる。硬木叢林の大半は腐植土と呼ばれる石灰岩を覆う痩せた薄い土壌を形成する。腐葉土は植物の死骸と木が捕まえた水分で作られる。泥炭が樹木の島の石灰岩の上に層をなす場合、スウィートベイ・マグノリア、スワンプホリー、ヤマモモ、ココプラムなど月桂樹が支配的なベイヘッドが発達する。柳の木が支配的なウィロウヘッドは、水力期間が長い所で、溶出穴やアリゲーター・ホールの周りに形成され、その多くは穴を取り囲んで、上から見るとドーナツのような外観になる。

## 低森林地と大西洋岸尾根

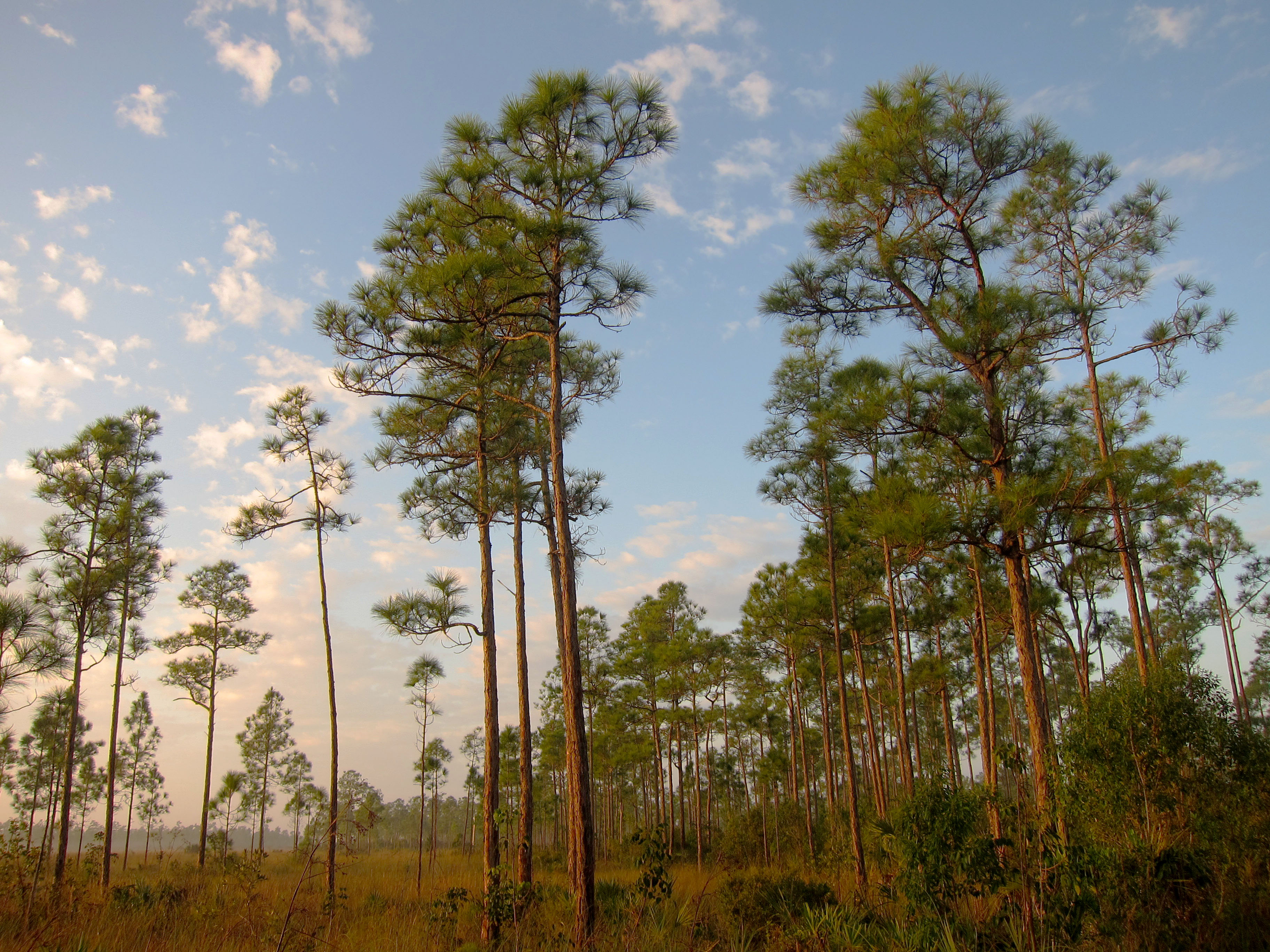
松の岩場生態系、南フロリダのスラッシュ・パインとノコギリヤシのような低木が支配している

エバーグレーズのプレーリーと沼地体系は、オキーチョビー湖の両側にある水はけの悪い2つの砂地地域に挟まれている。東低森林地と西低森林地であり、ビッグサイプレス湿地のすぐ北にある。低森林地を支配する生態系は松林だが、東低森林地には糸杉の沼や沼地もある。エバーグレーズの東縁に沿って大西洋岸尾根があり、海抜では20フィート (6.1 m)、南西に曲がり、次第に標高を下げてテイラー沼地に至る。海岸尾根があるので、エバーグレーズの水が直接大西洋に流れ入るのを止めており、南のフロリダ湾に向けさせている。南フロリダ都市圏が大西洋岸尾根の部分に乗っており、都会化が進んだ結果としてそのあたりの景観は過去100年間で劇的に変化してきた。

### 松の岩場
松の岩場（パインランドとも呼ばれる）は、平らではない石灰岩底質の上に見られ、尖塔や溶出穴が含まれている。松の岩場は主に3か所ある。マイアミ市からロングパインキーのエバーグレーズ国立公園主入口に近い所まで走るマイアミ尾根が第1、2つ目はフロリダキーズ南部、3つ目がビッグサイプレス湿地である。松の岩場生態系の最も重要な樹種は、南フロリダ・スラッシュ・パインである（デイド郡松とも呼ばれる）。高さは22フィート (6.7 m) に達する。松の岩場生息域は維持のために野火を必要とする。野火に対して繁茂促進と抵抗を同時にできる。この生息域はエバーグレーズでは最も高い位置にあり、水力期間は無いか僅かであるが、場所によって水を湛えた溶出穴があるか、一時に数か月間水たまりがあるかである。松岩場の砂質の地面は乾いた松の葉で覆われ、非常に燃えやすい。南フロリダ・スラッシュ・パインは樹皮が厚くて熱から守っている。野火は林の地面から他の競合する植生を追い出し、松ぼっくりの種が発芽できる環境を作る。大きな野火が無い期間は、より大きな樹種がスラッシュ・パインに取って代わるので、松林は硬木叢林に代わりうる。松岩場の低層低木には、ノコギリヤシ、キャベツヤシ、西インド・ライラックのような耐火性のある種が含まれている。松林の中で最も多様な植生種はハーブであり、2ダースほどの種が存在している。これら植物は焦げた後に素早く発芽する塊茎のようなメカニズムを持っている。
松岩場生息域の野生生物は多様である。森によっては15種の鳥類が見られる。その中でもよく見られるのが、マツアメリカムシクイ、アカハラキツツキ、ヒガシマキバドリである。爬虫類と両生類は20種以上が見つかっており、グリーンアノール、ミナミヒョウガエル、南ブラックレーサーがいる。松岩場での哺乳類は近絶滅種のフロリダパンサー、フロリダクロクマが生息し、数種の蝙蝠も見られる。
南フロリダ地域の都市開発が行われる以前、松岩場はマイアミ・デイド郡の土地約161,660エーカー (654.2 km2) を覆っていた。1930年代と1940年代、松林は都市開発業者によって大きく取り払われ、製材業に使われた。エバーグレーズ国立公園の中で、広さ19,840エーカー (80.3 km2) の松岩場が保護されているが、1990年時点で1,780エーカー (7.2 km2) に松林が残っており、1か所の平均は12.1エーカー (0.049 km2) である。デイド郡の松はかなり長寿であり、シロアリに耐性があることが分かっているが、密度が高いので釘を打ち込むのが難しい。1984年、多くの松林が無くなった後で、松は郡の条例で保護された。野火の役割が誤解され、松林が無くなることに関わった。野火が付けられると松の岩場は硬木叢林に変遷した。今日、エバーグレーズ国立公園の中の松岩場で、3年から7年ごとに野焼きが行われている。

## ビッグサイプレス
ソーグラス・プレーリーと沼地の西にはビッグサイプレス湿地があり、木の高さや直径ではなくその面積の大きさで「ビッグサイプレス」と呼ばれている。コリアー郡領域の大半を占めている。その広さは最も小さく見ても1,200平方マイル (3,100 km2) あるが、その水文学的広さはその2倍ほどもある。ビッグサイプレスはその最高点で22フィート (6.7 m) と幾分高くなっており、海岸線までの約35マイル (56 km) が緩やかな斜面になっている。ビッグサイプレスは豊富に木があることから、草の多い沼地 ("marsh") というよりも、湿地 ("swamp") と考えられている。
ビッグサイプレスの流域には、雨季に平均55インチ (1,400 mm) の雨が降る。ビッグサイプレスの大半は石灰岩の薄い層に覆われた岩盤の上に乗っており、その中には石英を含んでおり、様々な植生を育む砂質の土壌となる。樹木の大半はラクウショウであり、真の糸杉ではない。糸杉は水没した状態で繁茂するように適しているという特徴がある針葉樹であり、強化された幹や根が水から出ており、それらが「ニー」（膝）と呼ばれる。
この地域の糸杉は数百年の寿命がある。大きなものは130フィート (40 m) の高さになり、樹齢は500年である。それでも7世代から8世代の糸杉であるに過ぎない。数少ない大樹は1930年代と1940年代に行われた伐採を免れてきた。その結果、ビッグサイプレスの大半は、ビッグサイプレス国定保存地、コークスクリュー湿地保存地、ファカハチー・ストランド州立保護地、およびインディアン居留地2か所など国と州の機関によって保護されている。

### サイプレスヘッド

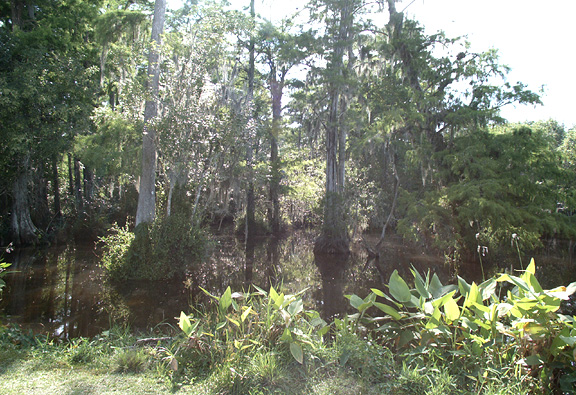
ビッグサイプレスの中の池

ビッグサイプレスは南フロリダにある糸杉湿地の中でも最も大きく成長したものだが、そのような湿地はソーグラス沼地と共に、大西洋岸尾根の近くや、オキーチョビー湖と東低森林地の間にも見ることができる。硬木叢林や松林はその間に糸杉の生態系が入っていることが多い。巷間に「ヘッド」と呼ばれる木の島とよく似て、糸杉はドームに似た形状を作って成長し、背の高く太い幹を中央に、最も深い泥炭に根を伸ばしている。泥炭層が薄い場合、糸杉は成長を続けるが、小さく、太くならず、ドームになっても小さな森となる。岸辺でも成長し、石灰岩の台地で幾らか標高が高く、2面を沼地に囲まれている。糸杉のドームで見られる他の硬木はアメリカハナノキや沼地月桂樹、ポップアッシュがある。糸杉を取り去ると硬木がそれに代わり、生態系は混合湿地林に分類し直される。
糸杉ドームや岸辺では、湿気を保ち、日光の多くを遮るので、オーキッド、パイナップル、シダ植物などの植物が繁茂する。サイプレスヘッドではオーキッドが年間を通じて花をつけ、パイナップルは多くの種が見られる。ファカハチー・ストランドだけでも、13種が文書に収められている。パイナップルは雨から水分を集め、その葉の基盤に湿り気を集めるので、それが蛙、トカゲ、および様々な昆虫を育てる。アメリカトキコウはほとんど常に糸杉の森に巣を作っている。過去100年間で劇的に個体数を減らしているが、エバーグレーズの水が制御されていることで再生産ができなくなっている可能性がある。アメリカトキコウの子作り時期は乾季に一致しており、小さな魚や両生類が浅い水たまりで捕まえられるためである。運河や閘門から水があまりに速く放出されると、あるいはまったく放出されないと、トキコウは自身や雛のために十分な餌を見つけられない。1930年代の推計で2万羽のトキコウがビッグサイプレスを営巣地にしていたが、1990年代には2,000羽足らずになっていた。

## マングローブ林と海岸プレーリー

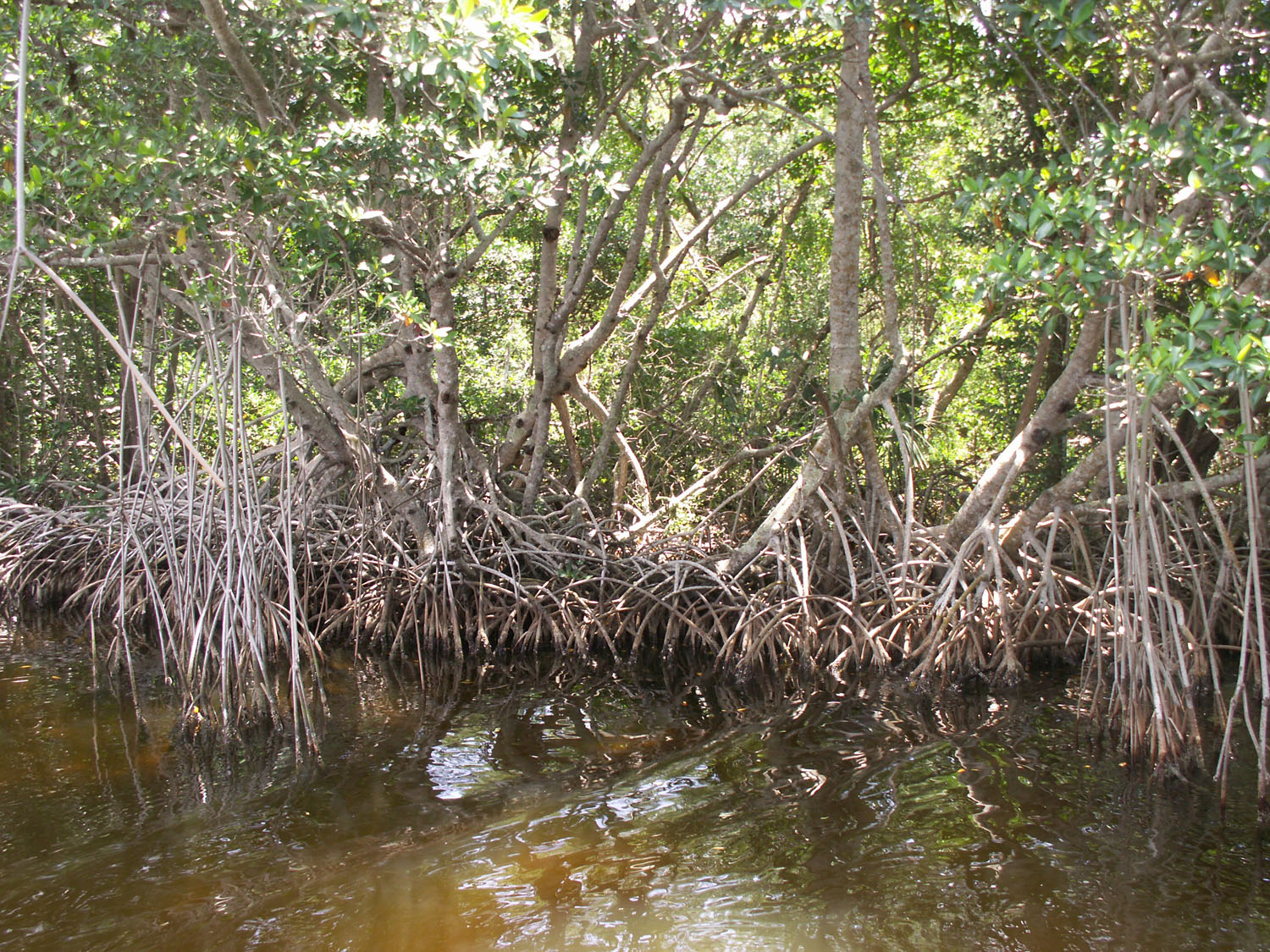
エバーグレーズのフラミンゴ近くで、運河を仕切る赤いマングローブ林

オキーチョビー湖とビッグサイプレスからの水は大洋まで流れていく。淡水が塩水と出逢う遷移域では、どちらの水にも対応できるマングローブ林が繁茂している。この汽水域とマングローブ林は、数多い潮汐のあるクリークと交わり、大変生産的な生態系を抱えることになる。これら地帯の深さは、エバーグレーズの水がどれだけ流れて来るかによっている。雨季には、淡水がフロリダ湾まで流れ込み、ソーグラスが海岸線近くでも現れる。乾季には、塩水が内陸の海岸プレーリーに遡り、そこが海水を吸収することで、淡水湿地のバッファーとなる生態系になっている。マングローブ林は海水が内陸深く入るときに淡水の生態系で育つ。エバーグレーズは世界でも最大級のマングローブ林が続いている場所である。フロリダ半島南西にあるテンサウザンド諸島のマングローブ林は、広さが20万エーカー (810 km2) にもなる。

### マングローブ
この地域のマングローブは3種ある。赤、黒および白のマングローブであり、全て異なる「科」に属している。全て同じ特性を持っている。塩水、汽水、淡水に耐えられる。酸素が少ない土壌で育ち、水位が大きく変化しても生き残ることができる。黒と白のマングローブはその葉の下から塩分を輩出し、赤のマングローブは塩水から塩分をろ過する。激しい嵐のときは全てが海岸線の保護に不可欠である。例えば赤のマングローブは根が深く、堆積物を捉えて離さない。海岸線を安定させるだけでなく、その根の中に砂や朽ちた植物を捉えて陸地を増やす。3種ともに波や高潮のエネルギーを吸収してもいる。
三角江は小魚や甲殻類の幼生の漁場になっている。エビ、牡蠣、カニ、ツブ、ザルガイ、巻貝がこれら水域で生息し、原初のアメリカカブトガニもいる。5,900万年前からのトートゥガス・ピンクエビ漁や、2,200万年前からのイシガニ漁もある。フロリダで商業的に漁獲される種の80ないし90%は、エバーグレーズに近い浅い水域で生まれるか時間を過ごしたものである。牡蠣とマングローブは協同して海岸線の確立に働く。海岸線の砂は水晶の細かく白い粒や貝殻の粉である。海流が当たるときに、牡蠣は群がりあるいは岩盤で育ち、その殻を残して岩盤を強化する。むかごと呼ばれるマングローブの種は胚芽で満たされ、水に浮いて都合の良い場所について根を張る。そこは牡蠣の岩盤であることが多い。それは樹皮や枝を落とし、他の種と空間や栄養分を取り合わないようにしている。
マングローブは鳥類にとっても優れた繁殖地である。ベニヘラサギ、白鷺、サンショクサギなどの水禽は、マングローブ林が餌場に近く、猛禽類からの保護にもなるので、子育ての場所に使っている。一時に数千羽の鳥類がマングローブ林で巣を作ることができ、騒がしい場所になるが、その糞がマングローブ林を肥やすことになる。クイナ、アジサシ、カモメなどの海岸の鳥、ペリカンやカイツブリなど飛び込む鳥、ミサゴ、鷹、ハゲワシなどの猛禽類が、エバーグレーズのマングローブを子育ての場所に選ぶ100種以上の鳥の中に含まれている。

## フロリダ湾

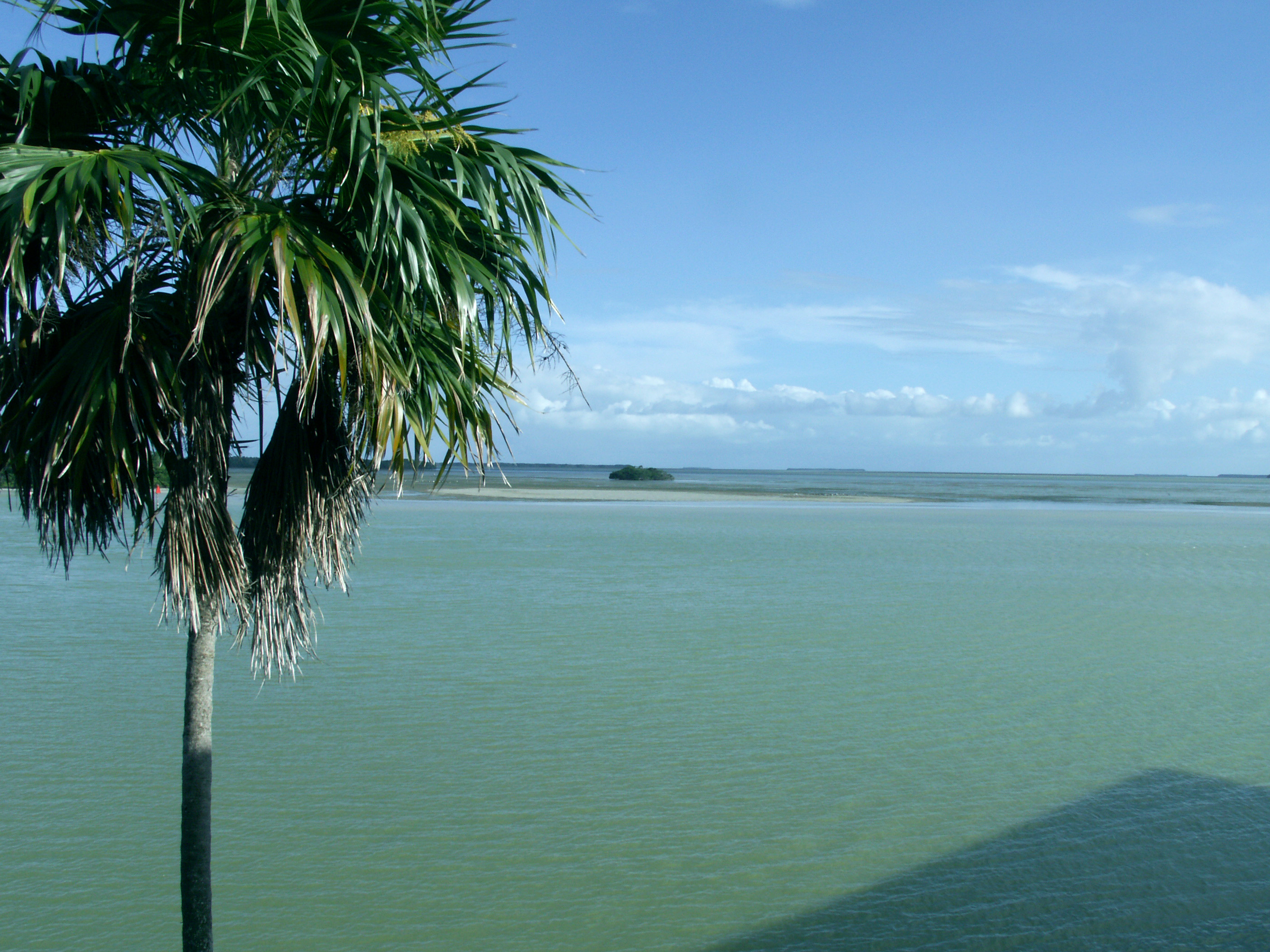
フロリダ湾のフラミンゴ、遠くにマングローブ林が見える

海岸と内陸の三角江の大半はマングローブ林でできているので、海岸沼地とベイの間に境はなく。フロリダ湾の生態系はエバーグレーズの一部だと考えられる。フロリダ湾の800平方マイル (2,100 km2) がエバーグレーズ国立公園の中で最大の水域として保護されている。フロリダ湾には約100のキー (島) があり、その多くはマングローブ林である。大きな島は硬木叢林に変わっている可能性がある。テンサウザンド諸島とケープ・セイブルは海水の湾と淡水の沼が縒り合わさるという性格を共有している。
エバーグレーズからフロリダ湾に入る淡水は海草や藻の広大な床を形成するための理想的な条件を作り出しており、それが湾内の動物の命を支えている。ウミガメやマナティが海草を食べ、フナクイムシ、二枚貝、軟体動物など無脊椎動物が藻の塊や微小プランクトンを消化している。メスのウミガメは毎年岸に上がって巣を作り、マナティは冬の間を湾内の温かい海域で過ごす。カルーサ族インディアンは道具を作るための密度の高い岩石が無かったので、海洋無脊椎動物の殻を様々な用途に用いた。ダイオウイトマキボラ、ヒダリマキウェルク、クラウンボラを飲み物の容器、ピック、ナイフ、キリに使った。
海草は海底を安定させ、波のエネルギーを吸収して海岸線を浸食から守る。エビ、イセエビ、ウニが海草の中で生活し、植物プランクトンを餌にしている。それらはより大きなサメ、エイ、カマス、キングマッケレルなどの餌になる。フロリダ湾は水深が浅く、日光が豊富に届くので、サンゴ礁や海綿動物もいるが、州内のサンゴ礁の大半はフロリダキーズに近い方にある。エバーグレーズのキーはマングローブ林を育むが、1935年のレイバーデイ・ハリケーンでほとんど居なくなったオオアオサギのような水禽の営巣地でもある（ハリケーンの後は僅か146羽が数えられただけだった）。その後2,000羽以上まで戻っていたが、1960年のハリケーン・ドナでも危険な状態となり、35ないし40%を減らした。
フロリダ湾の海底は海流と風で形成されている。しかし1932年以後、海面が100年につき1フィート (30 cm) のペースで上昇している。マングローブ林が海岸線を築き、安定化させているが、樹木が築き上げる以上のペースで海面が上昇している。

## 生物多様性
エバーグレーズの生態系は脆いとも弾力性があるとも言われてきた。著作家のマイケル・グルンワルドはエバーグレーズを初めてみたアメリカ人訪問者の観察したことについて、「グランドキャニオンが息をのむような絵画ならば、エバーグレーズは複雑なドラマであり、そこにある全てのものが役割を持っている。」と書いていた。エバーグレーズには推計で11,000種の種のある植物と400種の陸上、水中の脊椎動物が住んでいるが、水位が少しでも変わると多くの有機物に影響し、陸地の形状を変える。生態系の健全性や生産性はそこに生きている多くの種に依存している。1つの種が失われると生態系の全体を弱らせることになる。
例えば、フロリダ・スクミリンゴガイは両生の淡水軟体動物である。単一のエラと肺を持ち、水深20インチ (51 cm) 未満の水中にあるソーグラスの茎で生活している。エバーグレーズの絶滅危惧種であるタニシトビやツルモドキ、さらにはアライグマ、カワウソ、若いアリゲーターの主要な餌になる。リンゴガイはソーグラスの茎の水面より6インチ (15 cm) 上に卵を産み、長期間水面下に居ることには耐えられない。卵が孵ると直ぐに水中に入らないと死に直面することになる。卵である間に水位が低すぎるときは、あるいは急速に上昇するときは、繁殖できず、これを餌にする多くの爬虫類、哺乳類、鳥類に影響する。食物網すなわち食物連鎖の生態学に関連して、174種の無脊椎動物がエバーグレーズで重要な役割を演じている。ザリガニ、昆虫、サソリ、その他の無脊椎動物も動物の網を支えている。
エバーグレーズの野生生物が生き残っていくうえで、最も不可欠な動物群は淡水魚である。エバーグレーズの中で年間を通じて水面下にある場所は少なく、アリゲーターの穴や石灰岩の深い割れ目は魚類の、ひいては生物全体の生息域の存続にとって重要である。淡水魚は水禽、アリゲーター、カワウソの主要な餌であり、個体数を増やすには大きな開けた水域を必要とする。若い両生類も食物連鎖の中で重要な役割を演じている。オタマジャクシは、魚類が大型動物を養うだけの数を再生産できるだけの時間が無い、あるいはアクセスが無い孤立した場所でも急速に増える。数百種の両生類がエバーグレーズで見つかっており、それが得られることは、短い水力期間あるいは遠隔の場所で野生生物を支えることになる。
これら小さな動物は、エバーグレーズの中で餌を取る70種の陸の鳥類、120種の水鳥など大型の動物の社会を支えている。水鳥の43種は地域で餌を取っている。これら鳥類の多くは西インド諸島や北アメリカの全体で渡りを行っている。哺乳類数十種も地域で殖えており、小さなコウモリやトガリネズミから、中サイズのアライグマ、カワウソ、オポッサム、キツネまでいる。大型の哺乳類ではオジロジカ、フロリダクロクマ、フロリダパンサーがいる。
水位の微妙な変化が多くの生物種に影響するが、その体系は全体として循環し、各変化ごとに脈動してもいる。植物や動物の多様性への遷移は自然のものであり、野火や嵐で生じる。また都市化の拡大や、外来種の導入、急速な地球温暖化のような人為的なものもある。エバーグレーズの環境条件は特定の種に都合の良いものではない。タニシトビやリンゴガイのような種は湿気た条件がいいが、アメリカトキコウやケープ・セイブルの海岸にいるスズメは乾燥した条件を好む。

## 人間の影響

### 開発
人類は数千年にわたってエバーグレーズの地域に住んできた。しかし、過去100年で自然の景観を劇的に変えてきた。南フロリダの都市化地域に入ることは、土地を増やそうとした大規模な排水計画で行われた。排水は、エバーグレーズの生態系の複雑さや生成の過程に関して十分な理解も無いままに実行される場合が多かった。南フロリダ都市圏は爆発的に成長し、エバーグレーズ全体の生態系に問題を生じさせた。1990年代までにそれら都市化地域の多くで減退する生活の質は、質が落ちた地方環境に結びついていた。フロリダ州とアメリカ合衆国政府は2000年に、エバーグレーズの大半をできる限り排水前の状態に戻す計画を策定し、承認した。それは歴史上最も費用が掛かり、最も包括的な環境修復事業となっている。

### 外来種
人類は多くの外来種をエバーグレーズに持ち込み、それが在来種を餌にしたり、競合したりすることで、その生態系に負の影響を与えてもいる。この現象のなかでも注目に値し、特に危害を与えた例として、近年エバーグレーズとさらにはフロリダ各所にビルマ・パイソンが蔓延したことである。このパイソンが最初に自然の中で観察されたのは1979年であり2度目は1995年になってからだった。2000年以降は驚くほどに増加している。
2011年までに、ボブキャットが目視された回数は87.5%減少し、オジロジカは94.1%、オポッサムは98.9%、アライグマは99.3%の減少となった。ウサギの場合は全く目視されていない。